# Piper PA-20

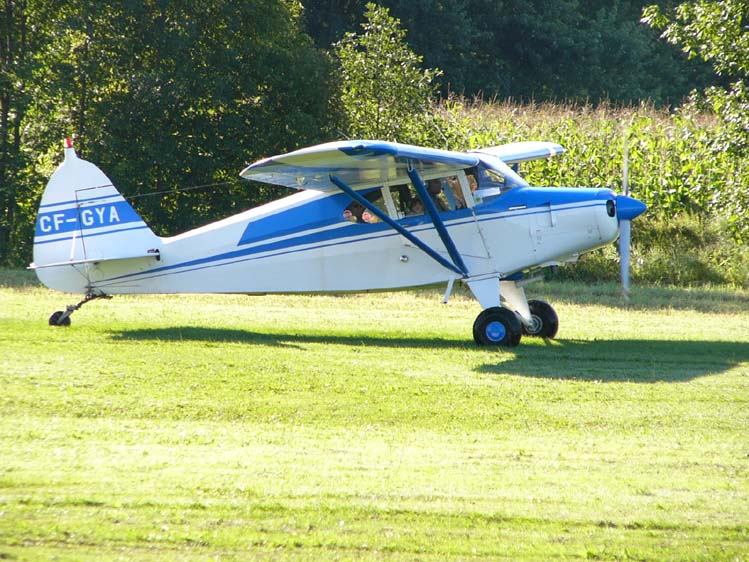
Piper PA-20-115 Pacer

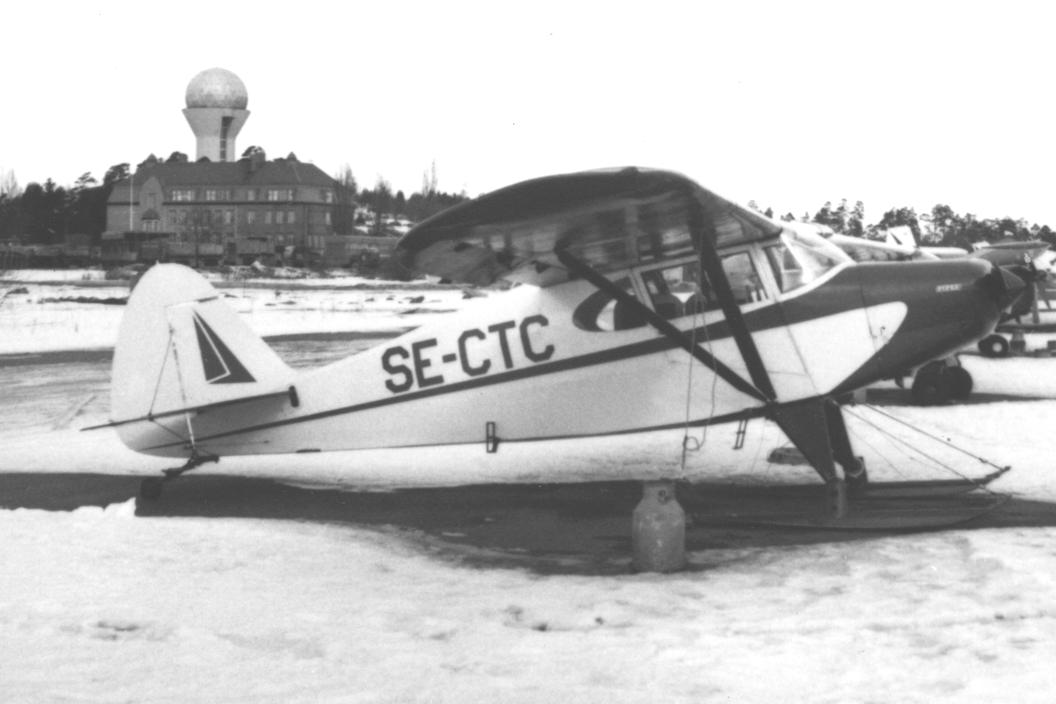
PA-20 Pacer auf Gleitkufen in Stockholm/Bromma im März 1968

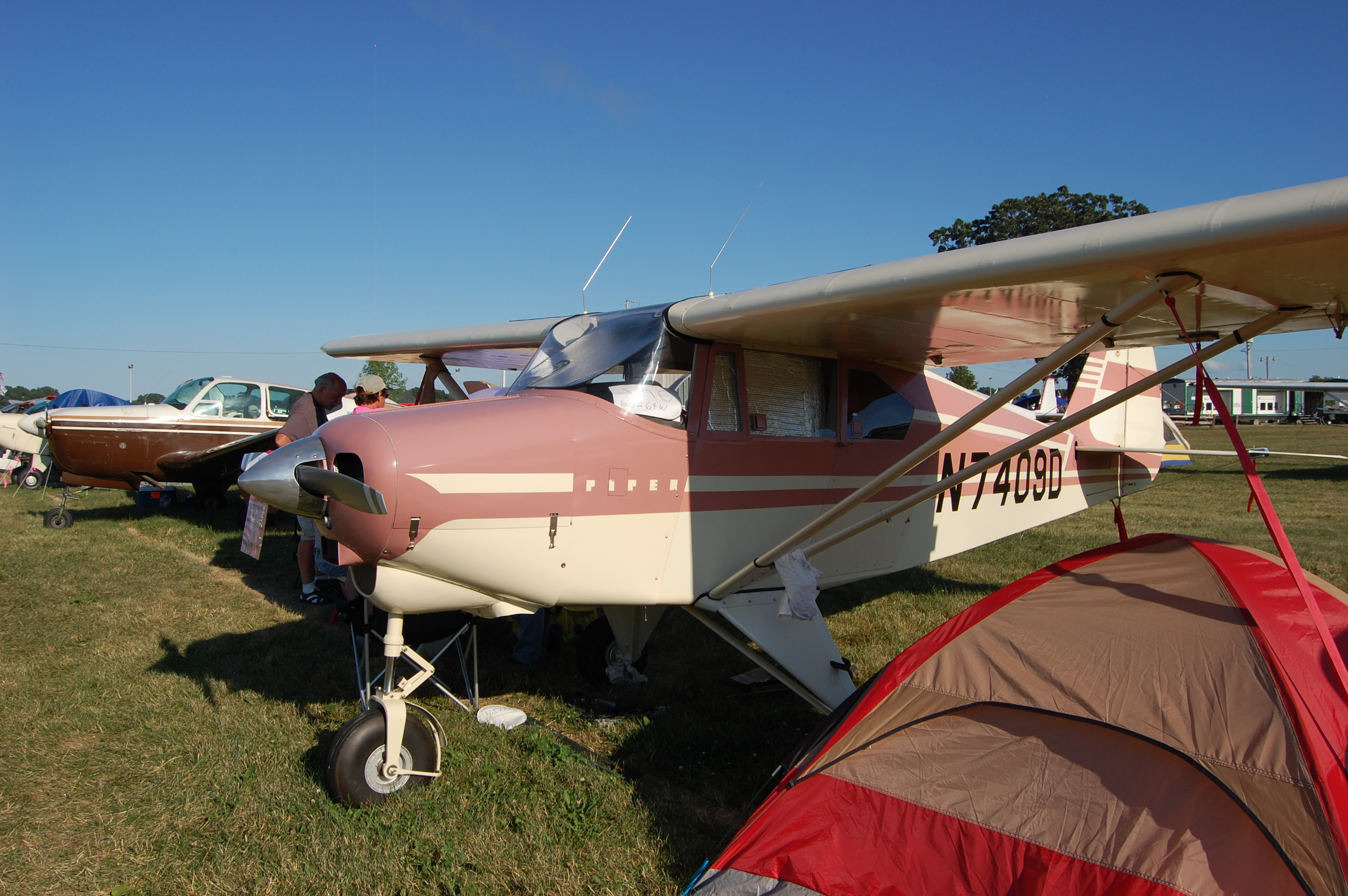
Tri-Pacer in Originallackierung

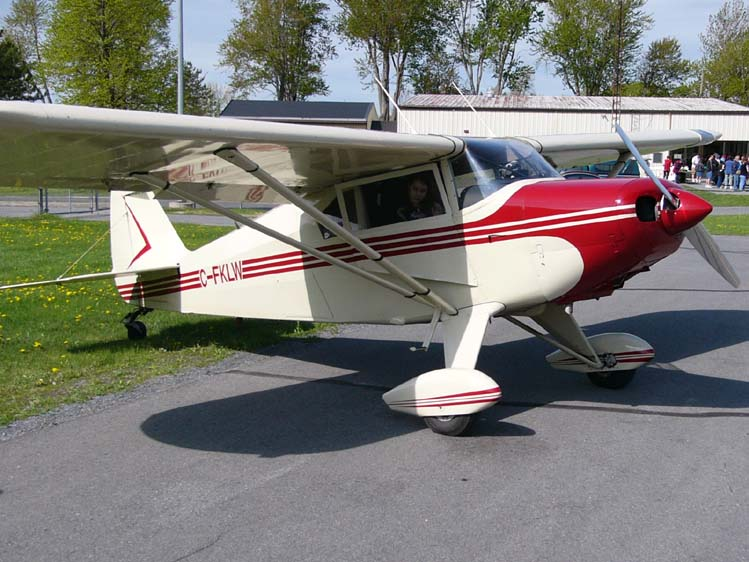
Piper PA-22-150 Tri-Pacer, umgebaut auf Spornradfahrwerk

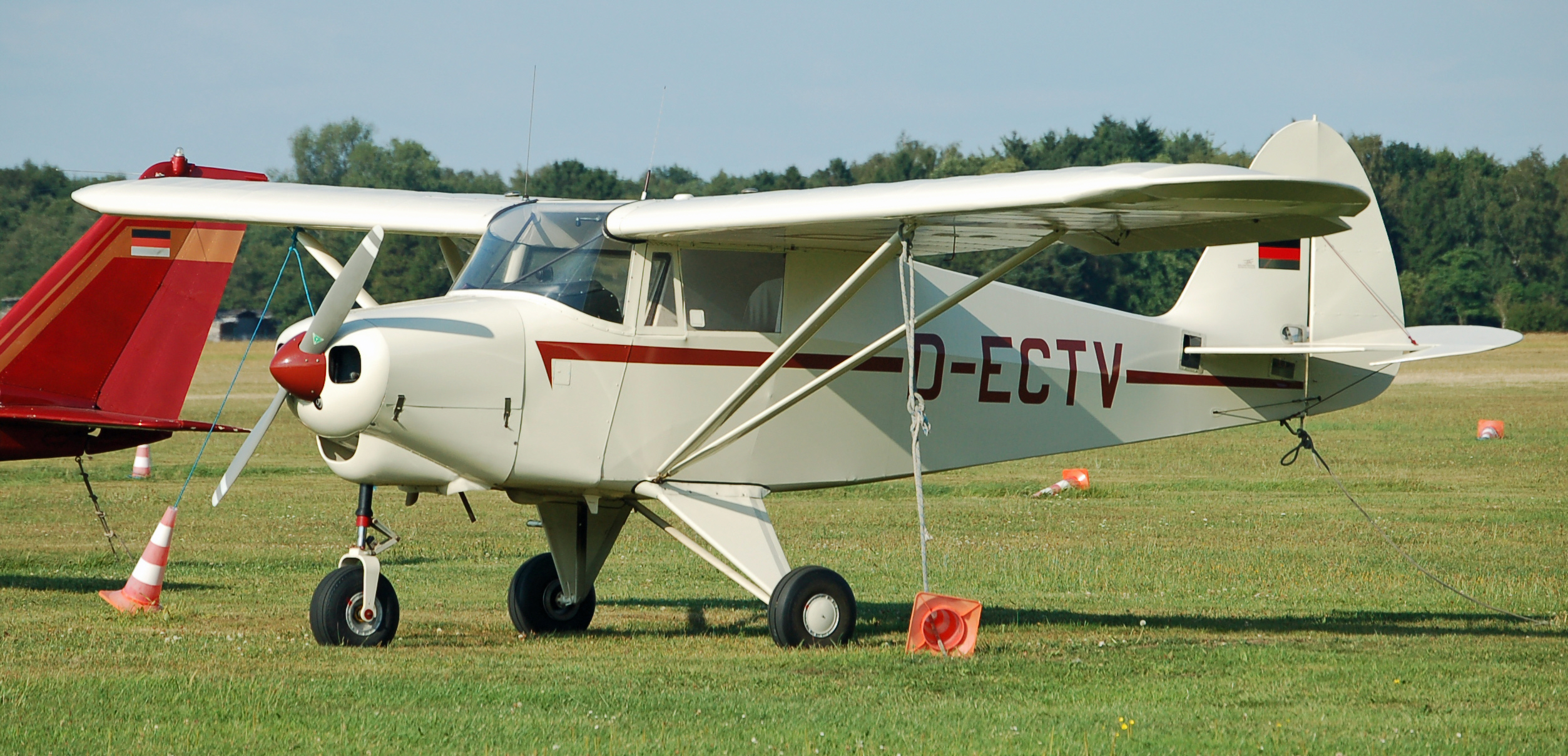
Piper PA-22 Colt

Die PA-20 Pacer und PA-22 Tri-Pacer sind eine Serie von viersitzigen, abgestützten Schulterdeckern, die nach dem Zweiten Weltkrieg von der US-amerikanischen Piper Aircraft gebaut wurde. Die Pacer ist im Grunde eine viersitzige Version der zweisitzigen Piper Vagabond. Sie besitzt einen Rumpf aus Stahlrohren und Tragflächen aus einem stoffbespannten Aluminiumrahmen. Damit gleicht sie in ihrer Konstruktion der bekannten Cub und der Super Cub. Viele Pacer sind aufgrund ihrer Unempfindlichkeit, der geräumigen Kabine und der – zu ihrer Zeit eindrucksvollen – Geschwindigkeit heute noch im Einsatz.
Ab Werk wurden die Flugzeuge von Triebwerken mit Leistungen von 125 PS (92 kW), 135 PS (99 kW), 150 PS (110 kW) und 160 PS (118 kW) angetrieben. Manche Exemplare wurden später umgebaut und mit einem Triebwerk mit 180 PS (132 kW) ausgerüstet.

## Entwicklung
Die Piper PA-20 war ursprünglich mit einem Spornradfahrwerk ausgestattet und bot daher eine etwas eingeschränkte Sicht und forderte mehr Geschick beim Rollen. Um Piloten mehr Sicherheit zu bieten, stellte Piper im Februar 1951 die PA-22 Tri-Pacer vor, die statt des Spornradfahrwerks über ein Bugradfahrwerk verfügte.
Pacer und Tri-Pacer gehören zu einer Gruppe von Piper-Flugzeugen, die „Short Wing Pipers“ genannt wird. Im Gegensatz zur Pacer, deren stärkste Triebwerksoption über 135 PS (99 kW) verfügte, wurde die Tri-Pacer auch mit Triebwerken mit 150 PS (110 kW) und 160 PS (118 kW) ausgeliefert. Mit der Zeit wurde die Bugradfahrwerkkonfiguration immer beliebter und 1953 überstiegen die Verkaufszahlen der Tri-Pacer die der Pacer sechs zu eins. Aufgrund des Aussehens des Fahrwerks erhielt die Tri-Pacer den Spitznamen „Flying Milk Stool“ – „Fliegender Melkschemel“.
In den Jahren 1959 und 1960 bot Piper eine geringer ausgestattete Version der Tri-Pacer mit einem Lycoming-O-320-Triebwerk mit 150 PS (110 kW) unter der Bezeichnung PA-22-150 Caribbean an. Zwischen 1950 und 1964 wurden über 9400 Tri-Pacer gebaut und im April 2018 waren noch 3280 in den Vereinigten Staaten registriert.
Die Tri-Pacer hatte eine außergewöhnliche Besonderheit. Ihre Querruder und ihr Seitenruder waren mittels Gummiseilen miteinander verbunden. Dies vereinfachte die Koordination bei Flugmanövern und konnte vom Piloten falls nötig problemlos übersteuert werden. Des Weiteren machte es eine vereinfachte Form eines Autopiloten möglich, den Piper unter dem Namen „Auto-control“ vermarktete.
Eine kleine Zahl von PA-22 wurden zu Spornradflugzeugen umgebaut, wodurch sie der PA-20 Pacer sehr ähnlich wurden, jedoch die Verbesserungen und sonstigen Eigenschaften der PA-22 behielten. Diese Umbauten werden oft als PA-22/20 bezeichnet, wobei die offizielle Bezeichnung der Federal Aviation Administration weiterhin PA-22 Tri-Pacer bleibt. Bei solchen Umbauten werden die werksseitigen Trommelbremsen normalerweise gegen Scheibenbremsen ausgetauscht. Ein Lycoming O-360 mit 180 PS (132 kW) ist der bevorzugte Antrieb.
Manche PA-22 verfügen über einen Festdrehzahlpropeller von Hartzell oder sind mit Koppers-Aeromatic-Propellern ausgestattet. Dadurch steigt die Leistung des Flugzeugs auf Kosten der Nutzlast.
Mit der PA-22-108 Colt wurde eine Schulversion der Tri-Pacer eingeführt. Diese sollte direkt mit anderen beliebten Schulflugzeugen der Zeit wie der Cessna 150 konkurrieren und wird von einem Lycoming O-235 mit 108 PS (79 kW) angetrieben. Über 2000 Colts wurden innerhalb eines Produktionszeitraums von zwei Jahren gebaut. Auch einige Colts wurden auf Spornradkonfiguration umgebaut, wobei dieser Umbau nicht so beliebt war wie der Umbau von Tri-Pacern.
Die letzte Charge von zwölf PA-22-150 wurde 1963 für die Aviation légère de l’armée de Terre gebaut, die Heeresfliegertruppe des Französischen Heeres, und das letzte Exemplar der PA-22-108 Colt verließ das Werk am 30. März 1964. Danach ersetzte die PA-28 Cherokee 140 das Muster.

## Versionen

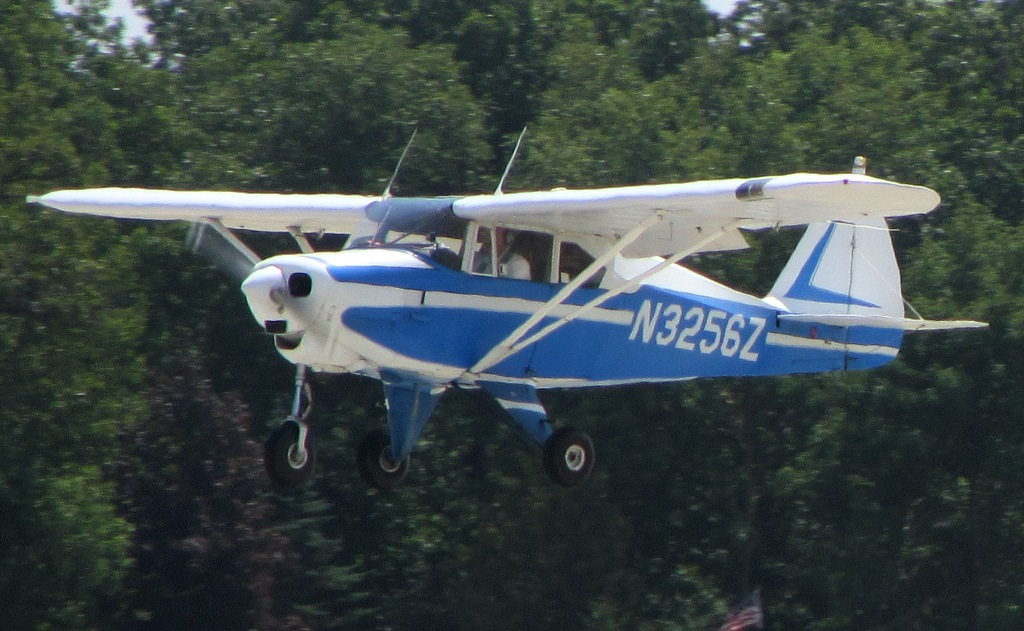
PA-22-150 von 1959

PA-20
Viersitzer mit Spornradfahrwerk, angetrieben von einem Lycoming O-290-D mit 125 PS (92 kW), Musterzulassung am 21. Dezember 1949
PA-20S
Dreisitzer mit Spornradfahrwerk, optional mit Schwimmern, angetrieben von einem Lycoming O-290-D engine mit 125 PS (92 kW), Musterzulassung am 18. Mai 1950
PA-20 115
Viersitzer mit Spornradfahrwerk, angetrieben von einem Lycoming O-235-C1 mit 115 PS (85 kW), Musterzulassung am 22. März 1950
PA-20S 115
Dreisitzer mit Spornradfahrwerk, optional mit Schwimmern, angetrieben von einem Lycoming O-235-C1 mit 115 PS (85 kW), Musterzulassung am 18. Mai 1950
PA-20 135
Viersitzer mit Spornradfahrwerk, angetrieben von einem Lycoming O-290-D2 mit 135 PS (99 kW), Musterzulassung am 5. Mai 1952
PA-20S 135
Dreisitzer mit Spornradfahrwerk, optional mit Schwimmern, angetrieben von einem Lycoming O-290-D2 mit 135 PS (99 kW), Musterzulassung am 15. Mai 1952
PA-22
Viersitzer mit Bugradfahrwerk, angetrieben von einem Lycoming O-290-D mit 125 PS (92 kW), Musterzulassung am 20. Dezember 1950
PA-22-108 Colt
Zweisitzer mit Bugradfahrwerk, angetrieben von einem Lycoming O-235-C1 mit 108 PS (79 kW), Musterzulassung am 21. Oktober 1960
PA-22-135
Viersitzer mit Bugradfahrwerk, angetrieben von einem Lycoming O-290-D2 mit 135 PS (99 kW), Musterzulassung am 5. Mai 1952
PA-22S-135
Dreisitzer mit Bugradfahrwerk, optional mit Schwimmern angetrieben von einem Lycoming O-290-D2 mit 135 PS (99 kW), Musterzulassung am 14. Mai 1954
PA-22-150
Zwei- oder Viersitzer mit Bugradfahrwerk, angetrieben von einem Lycoming O-320-A2A oder A2B mit 150 PS (110 kW), Musterzulassung am 3. September 1952 als Viersitzer, am 24. Mai 1957 als Zweisitzer
PA-22S-150
Dreisitzer mit Bugradfahrwerk, optional mit Schwimmern angetrieben von einem Lycoming O-320-A2A oder A2B mit 150 PS (110 kW), Musterzulassung am 3. September 1954
PA-22-160
Zwei- oder Viersitzer mit Bugradfahrwerk, angetrieben von einem Lycoming O-320-B2A oder B2B mit 160 PS (118 kW), Musterzulassung am 3. September
PA-22S-160
Dreisitzer mit Bugradfahrwerk, optional mit Schwimmern angetrieben von einem Lycoming O-320-B2A oder B2B mit 160 PS (118 kW), Musterzulassung am 29. Oktober 1957

## Nutzung

### Kuba
Zwischen 1953 und 1955 kaufte die Fuerzas Armadas Revolucionarias sieben PA-20, vier PA-22-150 und drei PA-22-160. Während der Kubanischen Revolution wurden die hinteren Türen der PA-22 entfernt und Maschinengewehre vom Kaliber 7,62 mm eingebaut. So modifiziert wurden die Maschinen gegen Aufständische eingesetzt. Eine PA-22, die der Kubanischen Armee während der Schlacht von Guisa Bodenunterstützung leistete, ist das einzige Flugzeug, das die FAR durch feindlichen Beschuss verlor.

### Katanga
Während der Kongo-Krise erhielten katangaische Separatisten fünf PA-22-150 von der South African Air Force. Eingesetzt wurden sie gegen Kräfte der United Nations Operation in the Congo zwischen 1961 und 1963. Der Verbleib der Maschinen nach dem Konflikt ist ungewiss.

## Technische Daten (PA-22-160 Tri-Pacer)

Dreiseitenansicht PA-20 Pacer

| Kenngröße             | Daten                                |
| --------------------- | ------------------------------------ |
| Besatzung             | 1                                    |
| Passagiere            | 3                                    |
| Länge                 | 6,25 m                               |
| Spannweite            | 8,92 m                               |
| Höhe                  | 2,54 m                               |
| Leermasse             | 503 kg                               |
| max. Startmasse       | 907 kg                               |
| Reisegeschwindigkeit  | 116 kn (215 km/h)                    |
| Höchstgeschwindigkeit | 123 kn (228 km/h)                    |
| Dienstgipfelhöhe      | 16.500 ft (5.029 m)                  |
| Reichweite            | 435 NM (806 km)                      |
| Triebwerk             | Lycoming O-320-B mit 160 PS (118 kW) |